# Gibberella imperatae
Gibberella imperatae är en svampart som beskrevs av C. Booth & C. Prior 1984. Gibberella imperatae ingår i släktet Gibberella och familjen Nectriaceae.   Inga underarter finns listade i Catalogue of Life.